# Daniel Bryan
Bryan Lloyd Danielson (Aberdeen (Washington), 22 mei 1981), beter bekend als Bryan Danielson, of Daniel Bryan, is een Amerikaans professioneel worstelaar die sinds 2021 actief is voor de worstelorganisatie All Elite Wrestling (AEW). Bryan is het best bekend van zijn tijd bij de World Wrestling Entertainment. Hij was daarvoor reeds lid van de federatie tussen 2010 en 2016, tot een reeks chronische hersenschuddingen Danielson tijdelijk met pensioen stuurden. Hij keerde verrassend terug naar de ring in maart 2018.
Danielson is een 5-voudig WWE World Heavyweight Champion en was tevens één keer houder van het WWE Intercontinental Championship en WWE United States Championship. Hij was aan het einde van zijn initiële carrière een opvallende verschijning. Mede door zijn onverzorgde lange haren en kabouterbaard steeg zijn populariteit. Hiervan werd zelfs merchandise verkocht. Het leverde Danielson tevens de bijnamen "The Beard" en "The G.O.A.T." (ludieke woordspeling op De Grootste Aller Tijden) op. 
Na zijn afscheid in februari 2016, toen aanvankelijk werd gedacht dat hij definitief zou stoppen, bleef Danielson aan boord bij World Wrestling Entertainment. Hij vervulde tal van rollen die niet gerelateerd waren aan actieve in-ringcompetitie, met als voornaamste rol die van General Manager op de show Tuesday Night SmackDown! Live. Danielson speelde deze rol gedurende het overgrote deel van zijn 2-jarig hiaat. In 2016 was hij een vast jurylid in de talentenjacht WWE Tough Enough. 
Hij trouwde in 2014 met Brie Bella. Samen kregen zij een dochter en een zoon.

## Jeugdjaren
Bryan Lloyd Danielson werd geboren in Washington D.C., als kind van een gezin uit de middenklasse. Zijn vader werkte als houthakker, terwijl zijn moeder werkte als therapeute. Bryan heeft een oudere zus, Billie Sue.
Zijn ouders scheidden toen hij nog zeer jong was. Hij deed vaak aan atletiek en op school was Danielson een behoorlijk goede footballspeler. Danielson zei later in een interview dat hij zijn kindertijd niet ten volle kon leven vanwege de scheiding van zijn ouders en dat zijn perspectief op het leven voor altijd veranderde en een diep gevoel van onvrede in hem opwekte.

## Eerste carrière (1999-2016)

### Vroege carrière (1999-2003)
Vanaf oktober 1999 richtte Danielson zich op het professioneel worstelen, meer bepaald zodra hij de school had verlaten. Hij bezocht de worstelschool van Dean Malenko, die enige tijd later werd gesloten. Vervolgens ging hij naar Texas Wrestling Academy en werd er getraind door Shawn Michaels, het begin van een lange en geslaagde samenwerking. Michaels verklaarde jaren later dat hij destijds veel potentieel zag in Danielson.

#### Memphis Championship Wrestling (training WWE) (2000-2003)
Danielson tekende in 2000 een proefcontract bij World Wrestling Entertainment en werd opgeleid in het opleidingscentrum Memphis Championship Wrestling, dat geen televisieshows bevatte aangezien het louter om een opleidingscentrum ging. 
Hij werd getraind door "Lord Steven" William Regal, destijds actief als worstelaar voor WWE en voorts een vaste waarde. Net toen het proefcontract bijna ten einde liep, had Danielson al het plaatselijke 'MCW Light Heavyweight Championship' gewonnen en dankzij een wilde, agressieve stijl kreeg hij de bijnaam American Dragon, een stijl die Danielson toepaste op verzoek van "Lord Steven" Regal. Hij won een keer het 'MCW Southern Tag Team Championship' aan de zijde van The Brian Kendrick. Later was hij te zien in de televisieserie WWE Velocity, waarin hij worstelde tegen John Cena. Niet veel later, in 2003, verliet hij de WWE. 

### Ring of Honor (ROH) (2003-2009)
Danielson worstelde even voor de Japanse promotie Frontier Martial Arts Wrestling nadat zijn contract bij WWE werd ontbonden. Hij voegde zich bij de onafhankelijke promotie Ring of Honor (ROH) in 2003. Danielson was er samen met onder andere A.J. Styles en CM Punk een pionier, want de promotie was net opgericht door Rob Feinstein en Gabe Sapolsky. Bij Ring of Honor was hij voornamelijk een face ('goede' worstelaar), net als het merendeel van zijn latere carrière. Een van Bryans eerste wedstrijden duurde 80 minuten. Hij koesterde een rivaliteit met Homicide, en uiteindelijk versloeg hij hem in een steel cage-wedstrijd.
In 2005 zette Danielson zijn zinnen op het 'ROH World Heavyweight Championship' en veroverde het kampioenschap door Jamie Noble te verslaan. Later verdedigde hij met succes diezelfde titel tegen vele andere tegenstanders, onder wie Nigel McGuinness. Hij versloeg McGuinness ook toen ROH het 'Pure Championship' en 'World Heavyweight Championship' samenvoegde. Zijn eerste regeerperiode van 15 maanden was meteen zijn laatste en werd beëindigd door zijn oude rivaal Homicide. Die wedstrijd was emotioneel en fysiek destructief en Danielson leed aan een schouderblessure, waardoor hij even aan de kant stond. 
Hij vierde zijn rentree in 2007, waarna ROH uiteindelijk debuteerde op de Amerikaanse televisie in 2009. Het volstond voor Danielson om zich in de kijker te worstelen. In zijn eerste televisiewedstrijd versloeg hij Austin Aries. Later dat jaar meldde WWE zich voor Danielson, en tijdens een afscheidswedstrijd waarin de titel op het spel stond, verloor hij. In september vocht hij echter een laatste keer voor de promotie, waarin hij McGuiness versloeg, die net als hij afscheid nam van Ring Of Honor.

### World Wrestling Entertainment (2010-2016)

#### NXT & The Nexus (2010)
Zie The Nexus voor het hoofdartikel over dit onderwerp
In 2010 deed Danielson mee aan het eerste seizoen van WWE NXT als nieuwkomer (Engels: rookie). Danielson stelde zich op deze wijze voor aan het internationale publiek. NXT was de opvolger van het opleidingsprogramma Florida Championship Wrestling. 
Het programma was toen nog een jaarlijks terugkerende tv-reeks waarin men op zoek ging naar de meest geschikte kandidaat om de grote shows Raw en SmackDown! te vervoegen. Twee jaar later promoveerde WWE het programma tot wekelijkse worstelshow, evenwaardig aan Raw en SmackDown!. Tijdens deze periode boekte Danielson echter geen overwinning. Hij werd samen met Mike Tarver als eerste geëlimineerd van het programma. 
Op 7 juni 2010 maakte Danielson zijn Raw-debuut met de The Nexus door John Cena aan te vallen tijdens een van zijn duels met CM Punk en de ring af te breken. Na deze acties stapte hij meteen uit The Nexus. Bij het zomerevenement SummerSlam streed hij als lid van Team Cena tegen Team Nexus in een eliminatiewedstrijd en won deze. In september, bij het evenement Night of Champions won Danielson het WWE United States Championship van The Miz.

#### Mr. Money in the Bank & Team Hell No (2011-2012)
In het voorjaar van 2011 kroonde Danielson zich tot Mr. Money in the Bank nadat hij zegevierde in de traditionele ladder match die recht gaf op een kans voor een mogelijk WWE World Heavyweight Championship. Hij gebruikte het contract bij het evenement TLC: Tables, Ladders & Chairs en won het World Heavyweight Championship van Big Show. Hij verloor de titel echter aan zijn uitdager Sheamus bij het evenement WrestleMania XXVIII. Bryan moest zich na 18 seconden gewonnen geven, wat evenwel geen record is. 
Bij het evnement Night of Champions won Danielson samen met Kane het WWE Tag Team Championship van R-Truth en Kofi Kingston onder de naam "Team Hell No". Nadien worstelde het duo een wedstrijd tegen The Shield (Dean Ambrose, Roman Reigns & Seth Rollins), waarin ze werden vermenigvuldigd door The Undertaker. Bij SummerSlam won hij het WWE Championship van John Cena, maar hij speelde de titelriem meteen kwijt aan Randy Orton, die op zijn beurt het contract gebruikte. Orton werd dat jaar Mr. Money in the Bank. Danielson heroverde het WWE Championship bij het evenement Night of Champions, maar hij moest de titel letterlijk afgeven aan Triple H. Die laatste meende dat Bryan geen bekwame kampioen was, op basis van "zijn uiterlijk en kwaliteiten".

#### Ruzie met Hunter Hearst Helmsley (2013-2015)
Aangezien de (fictieve) bedrijfsleiding bestaande uit Triple H en diens (werkelijke) echtgenote Stephanie McMahon, op het scherm beter bekend als "The Authority", hem geen kans meer op de wereldtitel wilde geven, startte Bryan de "Yes-movement". Steeds meer fans schaarden zich achter Bryan. Hij kaapte eens samen met het publiek de ring. 
Triple H bezweek onder de druk en gaf hem een kans op de wereldtitel, onder impuls van Bryan's protestactie. Triple H verlangde echter een tegenprestatie van Bryan. Hij diende twee achtereenvolgende wedstrijden te winnen bij het evenement WrestleMania XXX, waaronder een partij tegen Triple H zelf. Bryan sloot beide wedstrijden winnend af. Eerst nam hij de maat van een gefrustreerde Triple H, later op de avond vloerde hij zowel Randy Orton als Dave Batista. 
Op 29 maart 2015, bij het evenement WrestleMania 31, veroverde Danielson het WWE Intercontinental Championship in een ladder match. Daarnaast was hij dat jaar kortstondig lid van The Wyatt Family. 

### Eerste afscheid (2016-2018)
Daniel Bryan kondigde op 8 februari 2016 zijn pensioen aan, ten gevolge van een reeks hersenschuddingen. Hij stopte definitief met worstelen en werd in totaal vier keer WWE World Heavyweight Champion en een keer Intercontinental Champion. 
Na twee jaar General Manager te zijn geweest (regelen wie er tegen wie worstelt, mensen aannemen, schorsen, ontslaan, etc.) voor de show SmackDown!, werd Danielson hersteld verklaard op 20 maart 2018 en keerde hij terug naar de ring.

## Tweede carrière (2018-heden)

### World Wrestling Entertainment (2018-heden)

#### "Nieuwe" Daniel Bryan & WWE Champion (2018-heden)
Op 13 november won hij het WWE Championship door A.J. Styles te verslaan, mede door een low blow (klap, slag of trap in het kruis) die hij uitdeelde aan Styles, wat de scheidsrechter niet zag. Als dusdanig speelde Bryan voor het eerst sinds 2012 de rol van heel (slechterik). Hij gedroeg zich opmerkelijk arroganter dan in voorgaande jaren. Vier dagen later, bij het evenement Survivor Series, nam Bryan het op tegen toenmalig Universal Champion Brock Lesnar. Beiden hadden een titel in hun bezit, maar die stonden niet op het spel. Lesnar speelde het spel geslepen en was finaal te sterk voor de veel kleinere en lichtere Bryan. Tijdens de wedstrijd had Lesnar al eerder kunnen winnen, maar hij besloot Bryan nog wat belachelijk te maken. Dit kwam hem bijna duur te staan. 
Vanaf 2019 kreeg Bryan steun van de robuuste Erick Rowan, waarna die laatste Bryan meermaals behoedde voor een nederlaag. In maart 2019, exact een jaar na zijn terugkeer, versloeg hij Kevin Owens en Mustafa Ali bij het evenement Fastlane. Bryan verloor van Kofi Kingston bij WrestleMania 35 in april 2019, waardoor hij het WWE Championship verspeelde. Het was voor Kingston het eerste WWE Championship in zijn carrière. Kingston was tevens de allereerste Afro-Amerikaanse wereldkampioen in de geschiedenis. De wedstrijd kreeg lovende reviews van verschillende media.

#### WWE Intercontinental Champion (2020)
Na het WWE-Championship te hebben verloren aan Brock Lesnar, won Bryan het Intercontinental championship. Op 13 juni 2020 moest hij de titel afstaan aan A.J. Styles.

## In het worstelen
- Finishers
  - Yes Lock
  - High Running Knee
  - Bridging dragon suplex
  - Cattle Mutilation
  - Crossface chickenwing, soms met bodyscissors
  - Regal-Plex (geadopteerd van zijn trainer William Regal)
  - Small package
  - Triangle choke
- Signature moves
  - Airplane spin
  - Danielson Special
  - Diving headbutt
  - European uppercut
  - Indian deathlock
  - Roaring Elbow
  - Rolling fireman's carry slam
  - Running big boot
  - Springboard suicide senton
  - Surfboard
  - The flying goat
- Managers
  - Dave Prazak
  - AJ Lee
- Bijnamen
  - "The American Dragon"
  - "The American Dolphin"
  - "The Best Wrestler in the World"
  - "The Dagger"
  - "The Master of the Small Package"
  - "The Beard"
  - "G.O.A.T." (Greatest Of All Time)
  - " Leader of the Yes-movement

## Prestaties
- All Pro Wrestling

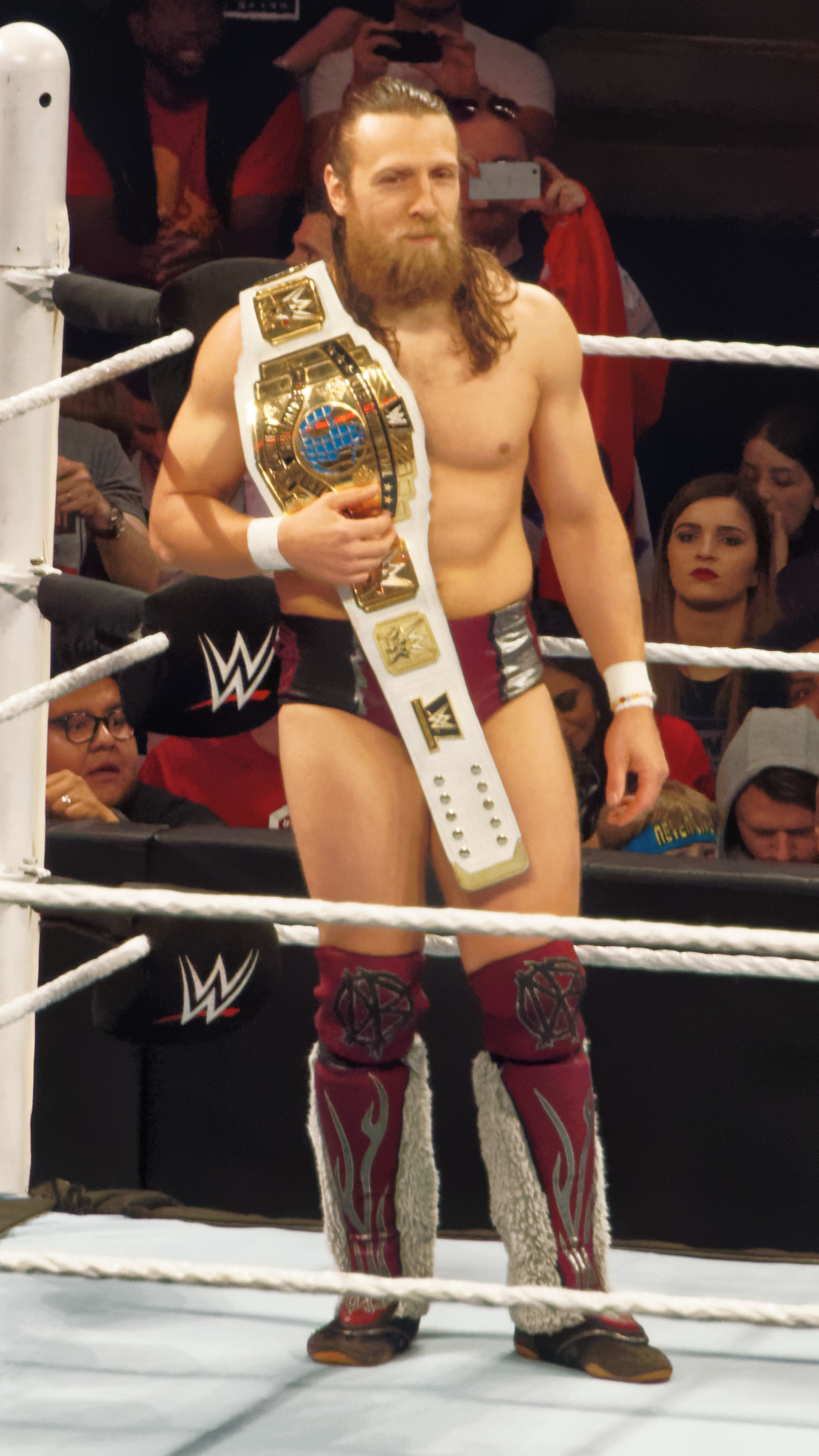
Daniel Bryan vlak na het behalen van het Intercontinental Championship van de WWE

  - APW Worldwide Internet Championship (1 keer)
  - King of the Indies (2001)
- All Star Wrestling
  - ASW World Heavy Middleweight Championship (1 keer)
- East Coast Wrestling Association
  - ECWA Tag Team Championship (1 keer met Low Ki)
- Full Impact Pro
  - FIP Heavyweight Championship (1 keer)
- Extreme Canadian Championship Wrestling
  - NWA Canadian Junior Heavyweight Championship (1 keer)
- Memphis Championship Wrestling
  - MCW Southern Light Heavyweight Championship (1 keer)
  - MCW Southern Tag Team Championship (1 keer met Spanky)
- National Wrestling Alliance|NWA Mid-South
  - NWA Southern Junior Heavyweight Championship (1 keer)
- New Japan Pro Wrestling
  - IWGP Junior Heavyweight Tag Team Championship (1 keer met Curry Man)
- Pro Wrestling Guerrilla
  - PWG World Championship (2 keer)
- Pro Wrestling Noah
  - GHC Junior Heavyweight Championship (1 keer)
- Pro Wrestling Report
  - Independent Wrestler of the Year (2006)
- Ring of Honor
  - ROH Pure Championship (1 keer)
  - ROH World Championship (1 keer)
  - Survival of the Fittest (2004)
- Texas Wrestling Alliance
  - TWA Tag Team Championship (1 keer met Spanky)
- World Series Wrestling
  - WSW Heavyweight Championship (1 keer)
- World Wrestling Entertainment/WWE
  - WWE Championship (4 keer)
  - World Heavyweight Championship (1 keer) Daniel Bryan vlak na winst van het WWE World Heavyweight Championship bij WrestleMania XXX

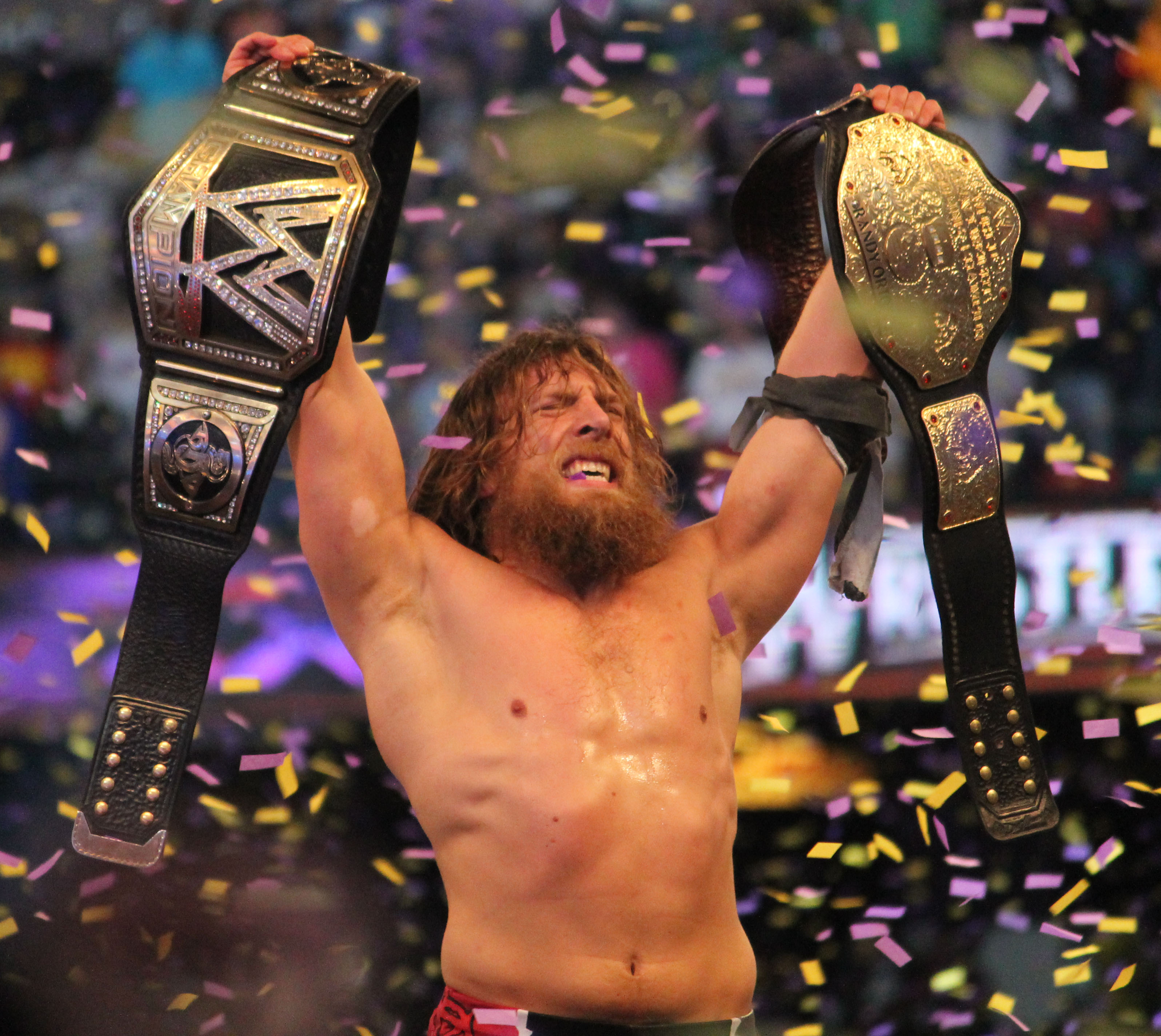
Daniel Bryan vlak na winst van het WWE World Heavyweight Championship bij WrestleMania XXX

  - WWE United States Championship (1 keer)
  - WWE Intercontinental Championship (1 keer, 2015)
  - WWE Tag Team Championship (1 keer; met Kane)
  - Money in the Bank (2011)
  - Slammy Award
    - "Cole in Your Stocking" (2010)
    - "Shocker of the Year" (2010) – het debuut van The Nexus
    - "Tweet of the Year" (2012) - "Goat face is a horrible insult. My face is practically perfect in every way. In fact, from now on I demand to be called Beautiful Bryan."
    - "Facial Hair of the Year" (2012)
    - "Upset of the Year" (2012) - Versloeg Mark Henry en Big Show op Royal Rumble
- Wrestling Observer Newsletter
  - Best Technical Wrestler (2005–2009)
  - Match of the Year (2007) vs. Takeshi Morishima op 5 augustus.
  - Most Outstanding Wrestler (2006–2009)

## Top-10 hoogst gequoteerde wedstrijden
Hieronder volgt een lijst op basis van beoordelingen van wedstrijden van Daniel Bryan (Bryan Danielson) door journalist Dave Meltzer van Wrestling Observer Newsletter, het hoogst aangeschreven tijdschrift over professioneel worstelen ter wereld:
| Evenement                                         | Datum             | Kampioenschap (optioneel)                                             | Wedstrijd | Winnaar                                               | Beoordeling door WON |
| ------------------------------------------------- | ----------------- | --------------------------------------------------------------------- | --- | ----------------------------------------------------- | -------------------- |
| AEW Dynamite (aflevering 103)                     | 22 september 2021 |                                                                       | Bryan Danielson vs. Kenny Omega in een 30-minute Iron Man match                                                                                       | No contest: gelijke stand na overschreden tijdslimiet | *****                |
| AEW Dynamite (aflevering 115)                     | 15 december 2021  | AEW World Championship                                                | Adam Page (c) vs. Bryan Danielson in een 60-minute Iron Man match                                                                                     | No contest: gelijke stand na overschreden tijdslimiet | *****                |
| Ring of Honor (ROH) Unified                       | 12 augustus 2006  | ROH Championship + ROH Pure Championship (vereniging van titelriemen) | Bryan Danielson (ROH) vs. Nigel McGuinness (ROH Pure)                                                                                                 | Bryan Danielson (nc)                                  | **** ¾               |
| Ring of Honor (ROH) Glory by Honor V, Day II      | 16 september 2006 | ROH World Championship                                                | Bryan Danielson (c) vs. Kenta Kobayashi | Bryan Danielson (c)                                   | **** ¾               |
| Ring of Honor (ROH) Manhattan Mayhem II           | 25 augustus 2007  | ROH World Championship                                                | Takeshi Morishima (c) vs. Bryan Danielson | Takeshi Morishima (c)                                 | **** ¾               |
| Dragon Gate USA (DGUSA) Open The Untouchable Gate | 6 september 2009  | n.v.t.                                                                | Bryan Danielson vs. Naruki Doi | Naruki Doi                                            | **** ¾               |
| WWE: Tables, Ladders and Chairs 2018              | 16 december 2018  | WWE Championship                                                      | Daniel Bryan (c) vs. A.J. Styles | Daniel Bryan (c)                                      | **** ¾               |
| WWE Friday Night SmackDown! (aflevering 1086)     | 8 juni 2020       | WWE Intercontinental Championship (vacant)                            | Daniel Bryan vs. A.J. Styles | A.J. Styles (nc)                                      | **** ¾               |
| AEW Dynamite (aflevering 105)                     | 6 oktober 2021    | n.v.t.                                                                | The Elite (Adam Cole, Kenny Omega, Matt Jackson & Nick Jackson) vs. Bryan Danielson, Christian Cage & The Jurassic Express (Jungle Boy & Luchasaurus) | The Elite                                             | **** ¾               |
| AEW Rampage - The Buy In                          | 15 oktober 2021   | n.v.t.                                                                | Bryan Danielson vs. Minoru Suzuki | Bryan Danielson                                       | **** ¾               |